# الدوري الأسترالي للسيدات 2014
الدوري الأسترالي للسيدات 2014 (بالإنجليزية: 2014 W-League)‏ هو موسم من الدوري الأسترالي للسيدات. فاز فيه كانبيرا يونايتد.